# Bueng Kan (stad)
Bueng Kan (Thais: บึงกาฬ) is een stad in Noordoost-Thailand. Bueng Kan is hoofdstad van de provincie Bueng Kan en het district Mueang Bueng Kan. De stad heeft ongeveer 5.000 inwoners.